# Com Lag (2plus2isfive)
Albums de Radiohead
Hail to the Thief
(2003) In Rainbows
(2007)
Com Lag (2plus2isfive) est un EP du groupe anglais de rock alternatif Radiohead. Il s'agit d'une compilation qui réunit beaucoup des faces B des single issus de leur album de 2003 Hail to the Thief, ainsi que des remix par Cristian Vogel et Four Tet. Cet EP est sorti d'abord au Japon et en Australie en mars 2004, puis en avril 2004 au Canada et en avril 2007 en Grande-Bretagne.

## Couverture
La bulle sur la couverture dit "はい、チーズ。" ("Hai, chiizu."), en français "dites cheese". La citation sur l'arrière de la couverture de l'album est "I travelled all over the world. I stayed in the best hotels, visited the best beaches and I had access to beautiful women, champagne and caviar. No, I don't regret a minute of it.", de l'espion John Symonds, ce qui signifie en français : "J'ai voyagé tout autour du monde. J'ai dormi dans les meilleurs hôtels, visité les plus belles plages et eu accès à de belles femmes, au champagne et au caviar. Non, je ne regrette pas une minute de cela."

## Liste des titres
1. 2 + 2 = 5 (Live at Earls Court, London, 26/11/03) – 3:36
2. Remyxomatosis (Cristian Vogel RMX) – 5:11
3. I Will (Los Angeles Version) – 2:15
4. Paperbag Writer – 4:01
5. I Am a Wicked Child – 3:08
6. I Am Citizen Insane – 3:34
7. Skttrbrain (Four Tet RMX) – 4:28
8. Gagging Order – 3:37
9. Fog (Again) (Live) – 2:21
10. Where Bluebirds Fly – 4:25